# Jubaserphites
Jubaserphites is een geslacht van vliesvleugeligen uit de familie Serphitidae. De wetenschappelijke naam van dit geslacht is voor het eerst geldig gepubliceerd in 2011 door McKellar & Engel.

## Soorten
Het geslacht Jubaserphites is monotypisch en omvat slechts de volgende soort:
- Jubaserphites ethani McKellar & Engel, 2011